# Pamela Anderson
Pamela Denise Anderson (ur. 1 lipca 1967 w Ladysmith) – kanadyjska aktorka, producentka i modelka, działaczka na rzecz praw zwierząt, związana z organizacją People for the Ethical Treatment of Animals (PETA). Posiada również amerykańskie obywatelstwo. Występowała w roli C.J. Parker w serialu Słoneczny patrol i jako Vallery Irons w serialu V.I.P.

## Życiorys

### Wczesne lata
Urodziła się w miejscowości Ladysmith w kanadyjskiej prowincji Kolumbia Brytyjska jako córka fachowca od naprawy pieców Barry’ego i kelnerki Carol (z domu Grosco) Andersonów. Jej pradziadek ze strony ojca, rodowity Fin – Juho Hyytiäinen, opuścił rodzinne miasto Saarijärvi i swoją ojczyznę w 1908. Pamela zyskała tytuł „Dziecka Stulecia” po mylnym uznaniu jej za pierwsze dziecko urodzone w dniu obchodów stulecia Kanady. Tuż po urodzeniu rodzina Andersonów przeprowadziła się do miasteczka Comox.
W 1985 ukończyła Highland Secondary School w Comox. Trzy lata później przeniosła się do Vancouver i podjęła pracę jako instruktorka fitnessu. Latem 1989 wybrała się ze znajomymi na mecz futbolowy. Podczas przerwy, na stadionowym telebimie pokazała się jej twarz. Tłum żywiołowo zareagował na widok pięknej, 21-letniej dziewczyny. Wkrótce Pamela przyjęła ofertę kontraktu złożoną przez lokalny browar, skutkiem czego setki plakatów z jej wizerunkiem ozdobiły ściany kanadyjskich pubów. Anderson zdecydowała się pozować dla Playboya, pojawiając się na okładce numeru z października 1989. Następnie wyjechała do Los Angeles w celu rozwinięcia dalszej kariery modelki.

### Kariera
Po przeprowadzce do Los Angeles rozjaśniła sobie włosy na jasny blond i przeszła operację powiększenia biustu. W 1991 dostała nieznaczną rolę w popularnym amerykańskim sitcomie ABC Pan Złota Rączka (Home Improvement) z Timem Allenem. Następnie obsadzono ją także w roli ratowniczki Casey Jean „C. J.” Parker w serialu Paramount Pictures Słoneczny patrol (Baywatch, 1992–1997), która przyniosła jej sporą popularność wśród telewidzów na całym świecie. W 2003 powróciła w filmowej wersji serialu Słoneczny patrol – Ślub na Hawajach (Baywatch: Hawaiian Wedding) u boku Davida Hasselhoffa, Yasmine Bleeth, Carmen Electry, Alexandry Paul i Jasona Momoy. W tym czasie nieprzerwanie pozowała dla magazynu Outdoor Life.
W 1996 wystąpiła w filmie Żyleta jako Barbara Rose Kopetski, zostało to przez niektórych błędnie zinterpretowane jako ujawnienie jej prawdziwego nazwiska. Podczas kręcenia zdjęć do filmu Pamela poroniła. W kwietniu następnego roku gościnnie poprowadziła popularny show Saturday Night Live, witając gości następująco: „Wiecie, jeśli macie tremę na scenie – powinniście wystąpić nago!”. To mówiąc rozpoczęła striptiz, odkrywając bieliznę w kolorze cielistym. W tym samym roku zagościła na jednej z dwóch okładek wrześniowego numeru Playboya (na drugiej wersji okładki umieszczono modelkę Jenny McCarthy).
We wrześniu 1998 ruszyła produkcja autorskiego serialu Pameli Anderson V.I.P., który jednak spotkał się z chłodnym przyjęciem i ostrą krytyką. Mimo to, zważywszy na sporą liczbę widzów oglądających serial tylko z powodu jej udziału, serial doczekał się czwartego sezonu przed zdjęciem z anteny w 2002. Anderson tłumaczyła się kwestią potrzeby wychowywania dzieci, chociaż wielu sądziło, że skończyła tym samym karierę. W kwietniu 2002 zaczęła prowadzić swoją własną rubrykę w magazynie kobiecym Jane. Dwa lata później wróciła w świetle błysków fleszy. W maju pojawiła się nago na okładce Playboya, po raz pierwszy w swojej karierze pokazując się nago na okładce pisma. Wkrótce jej podobizna znalazła się w magazynach Stuff i GQ. Zauważono, że biust Pameli Anderson powiększył się od czasu jej zdjęć zrobionych rok wcześniej.
Anderson przyjęła amerykańskie obywatelstwo 12 maja 2004, jednocześnie zachowując dotychczasowe obywatelstwo kanadyjskie w celu ułatwienia rodzicom uzyskania „zielonej karty”. Zamieszkała w południowej Kalifornii od 1989.
W 2004 ukazała się książka autorstwa Pameli Anderson pt. „Gwiazda”. Opowiada ona historię młodej dziewczyny, która różnymi środkami zamierza zdobyć sławę. Po wydaniu książki wyruszyła w podróż po Stanach, podpisując autografy w sklepach sieci Wal-Mart. Wydana w rok po „Gwieździe” kontynuacja „Star Struck” zdecydowanie bardziej opiera się na osobistych przeżyciach jej i jej byłego męża, perkusisty Tommy’ego Lee.
W styczniu 2005 przyznała się do kolejnej operacji wszczepienia implantów silikonowych tłumacząc, że bez nich „nie czuła się sobą”. Stwierdziła również, że nowe implanty są większe od poprzednich. W kwietniu tego samego roku wystąpiła w nowym sitcomie stacji FOX pt. Oczytana, gdzie wcieliła się w rolę Skyler Dayton – imprezowiczki podejmującej pracę w księgarni. Serial wycofano z anteny w maju 2006. Latem kanał Comedy Central wyemitował program The Roast of Pamela Anderson.
W grudniu 2005 stacja NBC ocenzurowała występ Pameli Anderson na pianinie Eltona Johna. Podczas gdy artysta wykonywał utwór, Anderson tańczyła bez stanika z wymalowanymi gwiazdami na piersiach. NBC doszło do wniosku, że nagranie nie nadawało się do emisji w szczytowych godzinach oglądalności. W marcu następnego roku ogłoszono, że Pamela Anderson otrzyma własną gwiazdę na kanadyjskiej Ścieżce sławy w uznaniu jej długoletniego stażu modelki i aktorki. Jest ona dopiero drugą modelką, która dostąpiła tego zaszczytu. Miesiąc później, jako pierwsza osoba spoza biznesu muzycznego, poprowadziła galę kanadyjskich nagród muzycznych Juno.
Wystąpiła w show The Beauty of Magic u boku holenderskiego sztukmistrza Hansa Kloca.
Od 22 marca 2010 do 5 maja 2010 brała udział w dziesiątej edycji Tańca z gwiazdami jej partnerem tanecznym był Damian Whitewood, zajęli 6 miejsce.
Anderson stała się miłośniczką sportu motorowego. W 2013 roku została właścicielką zespołu w GT Series – Race Alliance.

## Życie prywatne

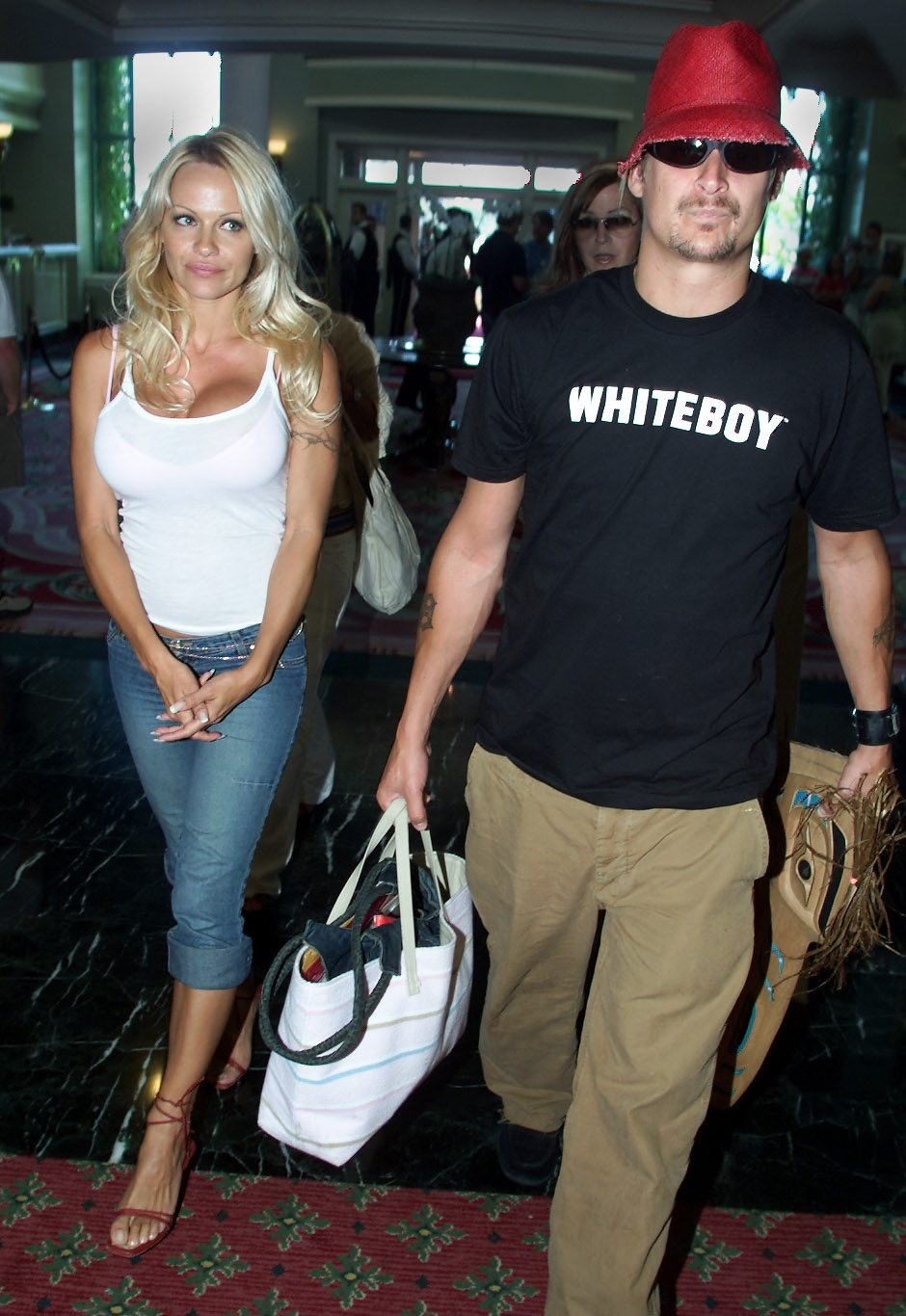
Z drugim mężem, Kidem Rockiem

### Związki
Spotykała się z fińsko-kanadyjskim szefem, założycielem i prezesem Nygård International – Peterem Nygårdem, aktorem Mario Van Peeblesem, Johnathonem Schaechem, gitarzystą Guns N’ Roses – Slashem, Tyrone Andersonem (1982–1987), fotografem i kulturystą Danem Ilicic (1989), producentem filmowym Jonem Petersem (od grudnia 1989 do 1991), Scottem Baio (od kwietnia 1990 do sierpnia 1993), modelem Erikiem Niesem (1992–1993), Davidem Charvetem (1992–1994) i wokalistą Mötley Crüe – Vince’em Neilem (w czerwcu 1993), Antonio Sabato Jr. (1994) i Arsenio Hallem (w styczniu 1995).
W latach 1993–1994 romansowała z Bretem Michaelsem, wokalistą grupy Poison, a nagrane sceny seksualne z Michaelsem, również znalazły się w Internecie. Klatki z filmu po raz pierwszy pojawiły się na łamach magazynu Penthouse w marcu 1998.
19 lutego 1995 roku, po zaledwie czterech dniach znajomości wyszła za Tommy’ego Lee, perkusistę zespołu Mötley Crüe, z którym ma dwóch synów, Brandona Thomasa (ur. 6 czerwca 1996) i Dylana Jaggera (ur. 29 grudnia 1997). Jako żona Tommy’ego nosiła podwójne nazwisko: Anderson Lee. Jedna z ich prywatnych taśm wideo z zapisem ich aktów seksualnych została skradziona w 1997 i opublikowana w internecie, Pam & Tommy Lee: Stolen Honeymoon (1998) był nr 1 wideo dla dorosłych w sprzedaży. W natychmiastowej reakcji, Pamela Anderson pozwała do sądu firmę, która rozprowadzała nagranie. Na rzecz małżeństwa zasądzono kwotę w wysokości półtora miliona dolarów wraz z opłatą adwokacką z tytułu zysków ze sprzedaży filmu. Zanim para na dobre zerwała ze sobą kontakty, Anderson dwukrotnie wnosiła pozew o rozwód i tyle samo razy z Tommym się schodziła. Później Lee spędził 4 miesiące w więzieniu w wyniku wyroku za pobicie żony. 28 lutego 1998 rozwiedli się. W marcu 2002 doniosła, że zaraziła się od męża wirusem zapalenia wątroby typu C, prawdopodobnie na skutek używania tych samych igieł do tatuażu.
Od czasu rozwodu z Tommym Lee, Pamela Anderson spotykała się z surferem Kelly Slaterem (od sierpnia 1998 do 2000) i modelem Marcusem Schenkenbergiem (2000–2001). Od kwietnia 2001 do lipca 2006 związana była z wokalistą Robertem J. Ritchie, znanym jako Kid Rock, którego była żoną od 29 lipca 2006 do 24 listopada 2006. Romansowała też z muzykiem Fredem Durstem (2003), Stephenem Dorffem (2004–2005), prezenterem Steve Jonesem (w październiku 2004), wokalistą Markiem McGrath (w listopadzie 2005), kierowcą wyścigowym Eddie Irvine (2006), Usherem (w grudniu 2006) i Davidem Spade (w lipcu 2007). 6 października 2007 poślubiła zawodowego gracza w pokera Ricka Salomona, lecz 24 marca 2008 ich ślub został anulowany; 11 stycznia 2014 ponownie wyszła za mąż za Salomona, a w 29 kwietnia 2015 rozwiodła się z nim.
W latach 2017–2019 jej partnerem był Adil Rami, z którym w 2018 zamieszkała w Cassis. Po rozstaniu ze sportowcem wróciła do Kanady i zamieszkała w Vancouver. 20 stycznia 2020 poślubiła producenta filmowego Jona Petersa. 1 lutego 2020 wystosowała oświadczenie, w którym stwierdziła, że małżeństwo nie zostało sformalizowane. 24 grudnia 2020 poślubiła swojego ochroniarza Dana Hayhursta. 21 stycznia 2022 potwierdziła rozstanie z mężem.

### Poglądy
Określa siebie jako feministkę.

## Filmografia

### Filmy fabularne
| Rok  | Tytuł                                                                              | Rola                                           | Reżyser                         |
| ---- | ---------------------------------------------------------------------------------- | ---------------------------------------------- | ------------------------------- |
| 1991 | Jak obrobić Beverly Hills (Jak obrobić Beverly Hills/The Taking of Beverly Hills)  | cheerleaderka (niewymieniona w czołówce)       | Sidney J. Furie                 |
| 1993 | Język smoka (Snapdragon)                                                           | Felicity                                       | Worth Keeter                    |
| 1994 | Dobry i zły glina (Good Cop/Bad Cop)                                               | Sarah                                          | David A. Prior                  |
| 1994 | Umrzyj ze mną (Come Die with Me: A Mickey Spillane’s Mike Hammer Mystery, TV)      | Velda                                          | Armand Mastroianni              |
| 1995 | Baywatch: Forbidden Paradise (wideo)                                               | C.J Parker                                     | Douglas Schwartz                |
| 1996 | Żyleta (Barb Wire)                                                                 | Barb Wire/Barbara Kopetski                     | David Hogan                     |
| 1996 | Nagie dusze (Naked souls)                                                          | Britt                                          | Lyndon Chubbuck                 |
| 2002 | Scooby-Doo                                                                         | w roli samej siebie (niewymieniona w czołówce) | Raja Gosnell                    |
| 2003 | Pauly Shore nie żyje (Pauly Shore Is Dead)                                         | w roli samej siebie                            | Pauly Shore                     |
| 2003 | Słoneczny patrol – Ślub na Hawajach (Baywatch: Hawaiian Wedding, TV)               | C.J. Parker                                    | Douglas Schwartz                |
| 2003 | Straszny film 3 (Scary Movie 3)                                                    | Becca                                          | David Zucker                    |
| 2004 | Sex, Lies & Michael Aspel (TV)                                                     | w roli samej siebie                            | Rob Farquhar                    |
| 2004 | Playboy: 50 lat z Playmates                                                        | w roli samej siebie                            |                                 |
| 2006 | Borat: Podpatrzone w Ameryce, aby Kazachstan rósł w siłę, a ludzie żyli dostatniej | w roli samej siebie                            | Larry Charles                   |
| 2007 | Głupia i głupsza (Blonde and Blonder)                                              | Dee Dee Twiddle                                | Dean Hamilton                   |
| 2008 | Superhero                                                                          | niewidzialna dziewczyna                        | Craig Mazin                     |
| 2010 | Costa Rican Summer                                                                 | w roli samej siebie                            | Jason Matthews                  |
| 2010 | The Commuter (film krótkometrażowy)                                                | gość w hotelu                                  | Edward McHenry, Rory McHenry    |
| 2011 | Hollywood & Wine (wideo)                                                           | Jennifer Mary                                  | Kevin Farley, Matt Berman       |
| 2014 | Młot pneumatyczny (Jackhammer)                                                     | Groupie                                        | Michael Hanus                   |
| 2015 | Chto tvoryat muzhchiny! 2                                                          | w roli samej siebie                            | Sarik Andreasyan                |
| 2015 | Connected (film krótkometrażowy)                                                   | Jackie                                         | Luke Gilford                    |
| 2015 | Chto tvoryat muzhchiny! 2                                                          | w roli samej siebie                            | Sarik Andreasyan                |
| 2015 | Connected (film krótkometrażowy)                                                   | Jackie                                         | Luke Gilford                    |
| 2016 | The People Garden                                                                  | Signe                                          | Nadia Litz                      |
| 2016 | Don’t Be a Derk (film krótkometrażowy wideo)                                       | w roli samej siebie                            | Frank Chindamo, Jennifer Vally  |
| 2017 | The Institute                                                                      | Ann Williams                                   | James Franco, Pamela Romanowsky |
| 2017 | Baywatch. Słoneczny patrol (Baywatch)                                              | Casey Jean Parker                              | Seth Gordon                     |
| 2018 | Nicky Larson (Nicky Larson et le parfum de Cupidon)                                | Jessica Fox                                    | Philippe Lacheau                |
| 2022 | Alone at Night                                                                     | Szeryfka Rogers                                | Jimmy Giannopoulos              |
| 2024 | The Last Showgirl                                                                  | Shelley                                        | Gia Coppola                     |
| 2025 | Naga broń (The Naked Gun)                                                          | Beth                                           | Akiva Schaffer                  |

### Seriale TV
| Rok             | Tytuł                                        | Rola                                | Uwagi                                                                     |
| --------------- | -------------------------------------------- | ----------------------------------- | ------------------------------------------------------------------------- |
| 1990            | Świat według Bundych (Married with Children) | Yvette                              | odc.: „Al... with Kelly”                                                  |
| 1990            | Charles in Charge                            | Chris                               | odc.: „Teacher’s Pest”                                                    |
| 1991            | Married People                               | Terri                               | odc.: „The Nanny”                                                         |
| 1991            | Top of the Heap                              | Romona                              | odc.: „Behind the Eight Ball”                                             |
| 1991            | Świat według Bundych (Married with Children) | Cashew                              | odc.: „Route 666: Part 2"                                                 |
| 1991–1993, 1997 | Pan Złota Rączka (Home Improvement)          | Lisa                                | 23 odcinki                                                                |
| 1992            | Dni naszego życia (Days of Our Lives)        | Cindy                               |                                                                           |
| 1992–1997       | Słoneczny patrol (Baywatch)                  | Casey Jean „C.J.” Parker            | 110 odcinków                                                              |
| 1995            | Royal Rumble                                 | w roli samej siebie                 |                                                                           |
| 1997            | Pomoc domowa (The Nanny)                     | Heather Biblow-Imperiali            | odc.: „Danny’s Dead and Who’s Got the Will?” / „The Heather Biblow Story” |
| 1997            | Saturday Night Live                          | gospodarz                           | odc.: „Pamela Lee/Rollins Band”                                           |
| 1998–2002       | V.I.P.                                       | Vallery Irons (także producentka)   | 88 odcinków                                                               |
| 1999            | Przygody Fry’a w kosmosie (Futurama)         | Dixie (głos)                        | odc.: „A Fishful of Dollars” / „Fry and the Slurm Factory”                |
| 2001            | Ja się zastrzelę (Just Shoot Me!)            | w roli samej siebie                 |                                                                           |
| 2002            | Bobby kontra wapniaki (King of the Hill)     | Cyndi (głos)                        | odc.: „The Fat and the Furious”                                           |
| 2003            | Prawie doskonali (Less Than Perfect)         | Vicki Devorski                      | odc.: „All About Claude”                                                  |
| 2003–2004       | Stripperella                                 | Stripperella / Erotica Jones (głos) | 13 odcinków                                                               |
| 2005            | 8 prostych zasad (8 Simple Rules)            | Cheryl, dziewczyna dyrektora        | odc.: „C.J.'s Temptation” / „Torn Between Two Lovers”                     |
| 2005–2006       | Oczytana (Stacked)                           | Skyler Dayton                       | 20 odcinków Nominacja – Teen Choice Awards                                |
| 2010            | Bigg Boss 4 (Colors)                         | gość specjalny w Indiach            |                                                                           |
| 2012            | RuPaul’s Drag Race                           | Her                                 | odc.: „Frenemies”                                                         |
| 2013            | Package Deal                                 | dr Sydney Forbes                    | 4 odcinki                                                                 |
| 2017            | Sur-Vie                                      | Raquel Rose                         |                                                                           |

## Nagrody
- Złota Malina Najgorszy debiut: 1997 Żyleta